# Lupeol
Lupeolul este un compus natural din categoria triterpenelor pentaciclice. Este răspândită în unele specii de plante, inclusiv în mango, Acacia visco și Abronia villosa. Este un component majoritar în frunzele de Camellia japonica. Prezintă proprietăți medicinale anticancerigene și antiinflamatoare.